# Batalha de Susã
A Batalha de Susã (em árabe: شوش دؤیوشو) foi uma batalha envolvendo os assírios e os elamitas. O rei assírio Assurbanípal, cansado dos ataques elamitas aos mesopotâmicos, decidiu destruir Susã, a capital dos elamitas.

## História
Após conquistar a Babilônia, em 648 a.C., o exército de Assurbanípal investiu contra o Elão. 
Em 647 a.C., o rei assírio Assurbanípal arrasou a cidade durante uma guerra em que o povo de Susã, aparentemente, participou do outro lado. Umanaldasi, que era o soberano do Elão entre 681 e 675 a.C., fugiu para montanhas, enquanto seu filho foi feito prisioneiro. Uma inscrição descoberta em 1854, por Austen Henry Layard em Nínive revela Assurbanípal como um "vingador", em busca de retaliação pelas humilhações que os elamitas tinham infligido ao povo Mesopotâmicos ao longo dos séculos. Assurbanípal escreve depois de seu bem sucedido cerco de Susã:
| “              | Susã, a grande cidade santa, morada de seus deuses, sede de seus mistérios, eu venci. Eu entrei em seus palácios, abri seus tesouros onde prata e ouro, bens e riqueza foram acumulados. Eu destruí o zigurate de Susã. Eu esmaguei seus brilhantes chifres de cobre. Eu reduzi os templos elamitas a nada; seus deuses e deusas eu espalhei pelos ventos. Os túmulos de seus reis antigos e recentes eu arrastei, expus ao sol e levei seus ossos para a terra de Assur. Eu devastou as províncias elamitas e em suas terras eu semeei sal. | ” |
| — Assurbanípal | |   |

Dentre os tesouros capturados, consta a estátua da deusa Nanaji tomada mais de 1500 anos antes de Uruque.

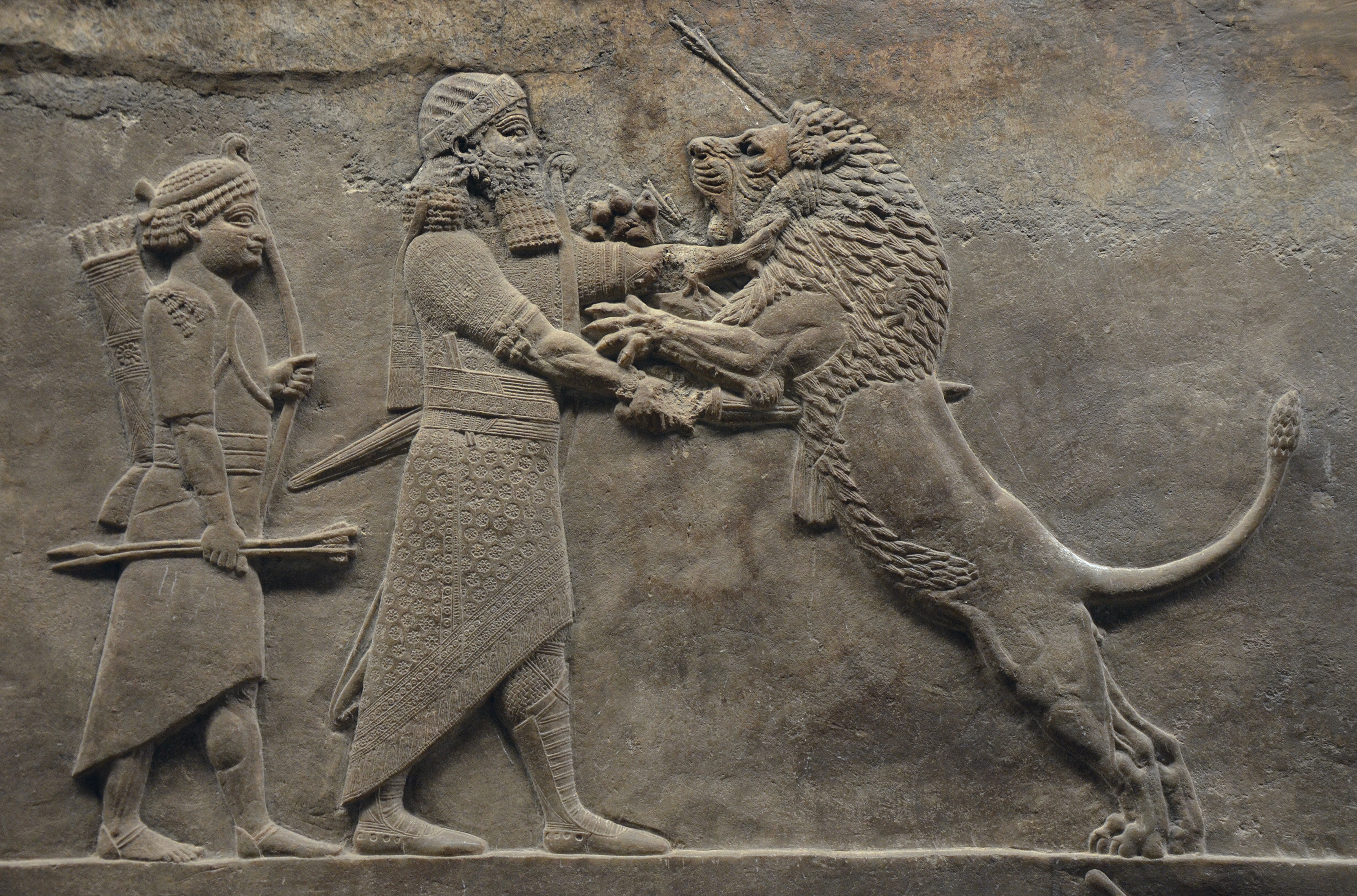
Escultura de Assurbanípal, rei do Assírios, caçando leões
Mapa do Oriente Médio no século XIII a.C., Susã de Elão em vermelho e Assírios em laranja
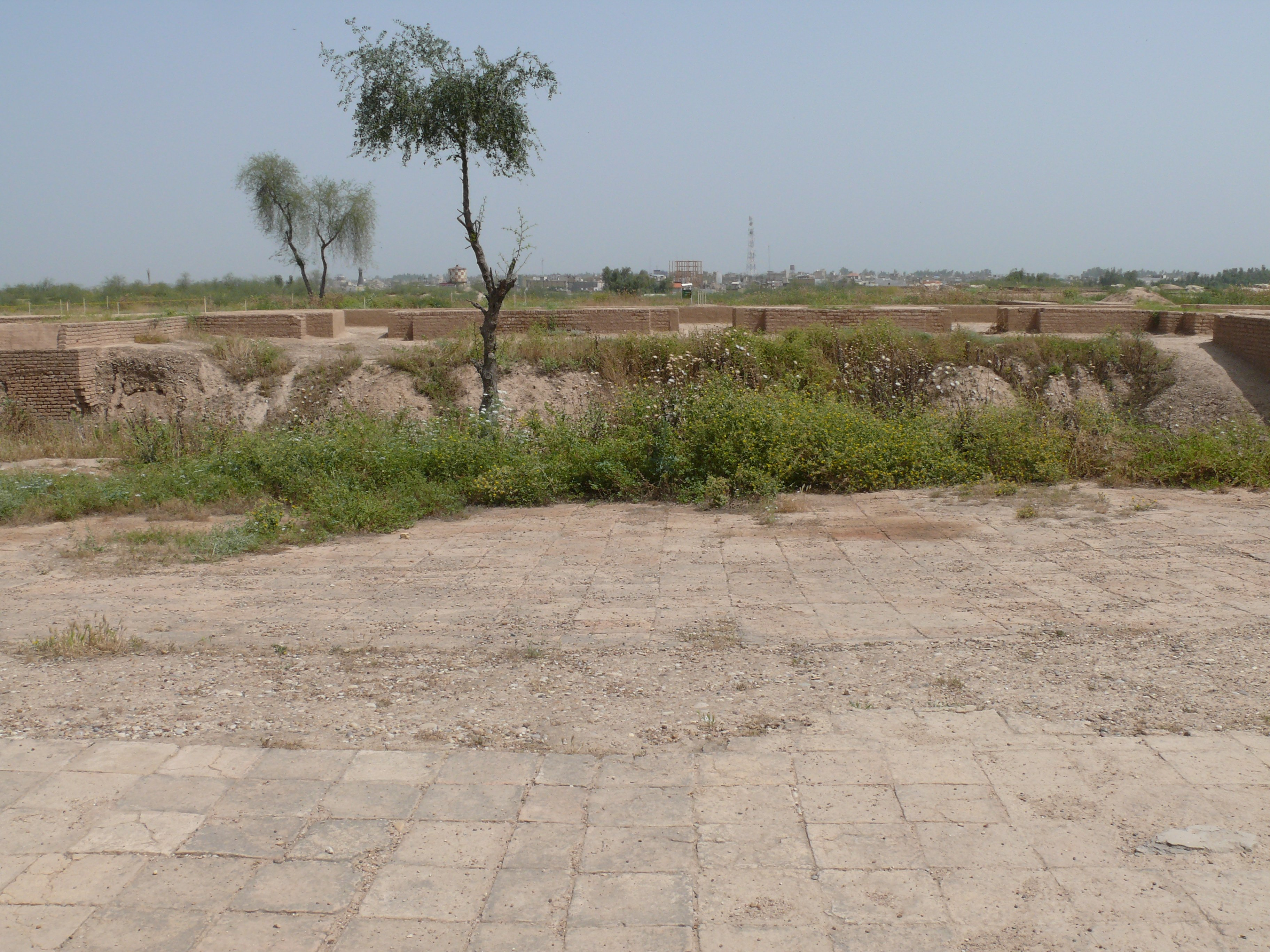
Pátio escavado da Apadana em Susã, Irã. As escavações foram realizadas por Roland de Mecquenem, em busca de túmulos elamitas sob o nível aquemênida.